# Вендриня (Опольське воєводство)
Вендриня (пол. Wędrynia) — село в Польщі, у гміні Лясовиці-Великі Ключборського повіту Опольського воєводства.
Населення — 468 осіб (2011).

## Демографія
Демографічна структура станом на 31 березня 2011 року:
|          | Загалом | Допрацездатний вік | Працездатний вік | Постпрацездатний вік |
| -------- | ------- | ------------------ | ---------------- | -------------------- |
| Чоловіки | 236     | 41                 | 155              | 40                   |
| Жінки    | 232     | 39                 | 131              | 62                   |
| Разом    | 468     | 80                 | 286              | 102                  |